# الكنوز الثمانية

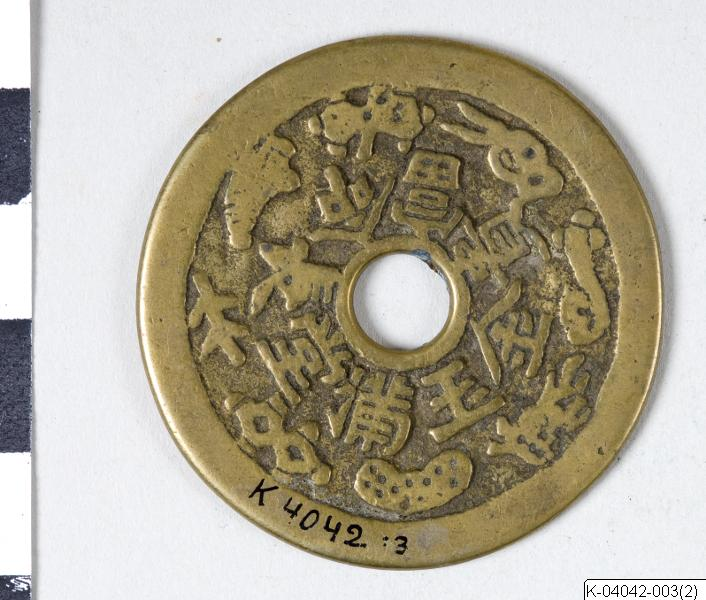

الكنوز الثمانية (بالصينية: 八寶 ؛ بينيين: بابو) ، والمعروفة أيضًا باسم الأشياء الثمينة الثمانية ، و هي رموز شائعة في الفن الصيني وفي سحر النقود الصينية.
في حين أنها قد تكون من الناحية الفنية أي مجموعة فرعية من قائمة أطول من مئات الكنوز ، إلا أن هناك مجموعة أكثر شيوعًا.
１. اللؤلؤة مانحة الرغبات (寳珠 ، bǎozhū) أو اللؤلؤة المشتعلة ترمز إلى منح الأمنيات.
２. يرمز المعين المزدوج (方 勝 ، "fāngshèng"") إلى السعادة في الزواج ويقاوم التأثيرات المؤذية.
３. الرنين الحجري (磬 ، "qìng") يرمز إلى حياة عادلة ومستقيمة.
４. زوج من قرون وحيد القرن (犀角 ، xījiǎo) يرمز إلى السعادة.
５. العملات المزدوجة (雙 錢، shuāngqián) ترمز إلى الثروة.
６. سبيكة الذهب أو الفضة (錠، dìng)
７. المرجان (珊瑚 ، shānh)
８. صولجان مانح الرغبات (如意 ، rúyì)